# Portrait de L'Arioste
Le dit Portrait de L'Arioste est une peinture à l'huile sur toile (81,2 × 66,3 cm) du Titien, datable vers 1510 et conservée à la National Gallery de Londres.

## Histoire
L'œuvre était dans les collections d'Alfonso López, puis peut-être dans celle de Antoine van Dyck après être passée sur le marché de l'art d'Amsterdam en 1639 dans la collection d'Alfonso López. Célèbre au XVIIIe siècle, elle était connue par Rembrandt (qui s'en inspire dans  l'Autoportrait à l'âge de 34 ans) et par Joachim von Sandrart.
Elle est parvenue au musée en 1904 lors de l'achat de la collection de Lord Darnley. L'identification avec le poète L'Arioste n'est basée que sur une gravure du XVIIe siècle , elle doit donc être considérée comme purement traditionnelle et a souvent été remise en question par les critiques modernes. Certains l'ont lié au portrait d'un gentilhomme de la famille Barbarigo (Girolamo ?) décrit avec précision par Giorgio Vasari : « un gentilhomme de ses amis de la famille Barbarigo, que l'on jugea très beau à cause de la ressemblance parfaite et naturelle du teint, des cheveux si bien spécifiés qu'on pouvait les compter, tout comme les agrafes du pourpoint en satin argent. En somme, ce portrait fut trouvé d'une réalisation si soignée qu'on l'aurait attribué à Giorgione, si Titien ne l'avait signé de son nom en noir. »,.
Les lettres « TV » sur le parapet sont généralement considérées comme les initiales du peintre, même si elles sont similaires aux initiales plus mystérieuses « VV » qui peuvent être lues dans diverses œuvres attribuées à Giorgione, telles que le Portrait de Giustiniani ou le Gentilhomme avec un livre.
L'attribution et la datation reposent sur des données stylistiques et sur des similitudes avec d'autres œuvres, comme La Schiavona conservée dans le même musée.

## Descriptif et style
Sur un fond sombre et uniforme, un homme est représenté à mi-corps avec un bras reposant sur un parapet sur lequel sont gravées les lettres « TV ». Le torse est de profil, tourné vers la droite, et la tête tournée des trois quarts vers le spectateur, dans une pose extrêmement familière et captivante. La robe est riche et élégante, avec la manche en satin large et gonflée qui domine la représentation, véritable chef-d'œuvre chromatique. Les effets de virtuosité dans la composition des reflets de la matière (brillants sur le satin, opaques sur la fourrure qui borde le manteau noir) sont remarquables, ainsi que dans la représentation spécifique et intensément psychologique du portrait. L'homme a une longue barbe et des cheveux noirs coupés court, un nez droit et pointu, des yeux expressifs et une bouche serrée, qui semble trahir un sentiment de dignité calme.
Le prototype de l'œuvre remonte certainement au portrait de Giorgione, même si ici Titien s'en détache, évitant la douceur modulée de son collègue et créant une figure d'humanité vive et palpitante. Par l'emploi du petit parapet pour placer le personnage dans le tableau, la douceur du modelé, la lumière enveloppante et l'impression d'espace autour du modèle, l'œuvre dérive toutefois de Giorgione.

## Influence
Alors que les peintres de l'Âge d'or de la peinture néerlandaise cherchent à se démarquer de l'influence de la Renaissance italienne, Rembrandt s'inspire notamment de ce tableau de Titien pour réaliser « ce qui fut peut-être son autoportrait le plus ambitieux », l'Autoportrait à l'âge de 34 ans (1640, National Gallery), qu'il réalise au firmament de sa carrière. Il se présente en effet sûr de lui, adopte la même pose, le bras appuyé sur la balustrade en bois et vêtu selon la mode du XVIe siècle,.